# Zeta Canis Minoris
Zeta Canis Minoris (ζ CMi / 13 Canis Minoris) es una estrella en la constelación del Can Menor de magnitud aparente +5,12.
Sin nombre propio habitual, en la astronomía china era conocida, junto a θ Canis Minoris, ο Canis Minoris y π Canis Minoris, como Shwuy Wei, «un lugar de agua».
Zeta Canis Minoris es una gigante luminosa blanco-azulada de tipo espectral B8II.
Tiene una temperatura efectiva de 11.800 K y su luminosidad bolométrica es 490 veces mayor que la luminosidad solar.
Su masa es cuatro veces mayor que la del Sol.
De acuerdo a la nueva reducción de datos del satélite Hipparcos, su paralaje es de 5,23 ± 0,36 milisegundos de arco, lo que implica que se encuentra a una distancia aproximada de 623 años luz respecto al sistema solar.
Zeta Canis Minoris es una estrella de mercurio-manganeso, grupo tipificado por Alpheratz (α Andromedae) y χ Lupi. Estas estrellas, además de mostrar elevados contenidos de metales pesados, se caracterizan por rotar lentamente; así, la velocidad de rotación medida para Zeta Canis Minoris es de 25 km/s, valor bajo para una estrella de sus características.
Muchas de estas estrellas forman parte de estrellas binarias o estrellas múltiples pero Zeta Canis Minoris no tiene ninguna compañera estelar conocida.
Su campo magnético efectivo <Be> es de 100 G.